# Ерлангер (Кентаки)
Ерлангер (енгл. Erlanger) град је у америчкој савезној држави Кентаки.

## Демографија
По попису из 2010. године број становника је 18.082, што је 1.406 (8,4%) становника више него 2000. године.
| Група             | 2000.          | 2010.          |
| Белци             | 15.846 (95,0%) | 16.429 (90,9%) |
| Афроамериканци    | 302 (1,8%)     | 550 (3,0%)     |
| Азијати           | 119 (0,7%)     | 150 (0,8%)     |
| Хиспаноамериканци | 253 (1,5%)     | 562 (3,1%)     |
| Укупно            | 16.676         | 18.082         |